# Estació Experimental de Rothamsted
L'Estació experimental de Rothamsted (Rothamsted Experimental Station) és una de les més antigues estacions experimentals d'agricultura de recerca científica que hi ha al món, està situada a Harpenden, Hertfordshire, Anglaterra. Actualment es coneix com a Rothamsted Research. Els estudis biològics sobre el terreny començaren el 1856 i moltes línies de recerca han continuat de manera ininterrompuda.

## Història
L'Estacio experimental va ser fundada el 1843 per John Bennet Lawes en la seva finca del segle xvi, Rothamsted Manor, que havia heretat, per tal d'investigar l'impacte de la fertilització orgànica i inòrgànica en el rendiment dels conreus, el mateix Lawes havia fundat, el 1842, una de les primeres fàbriques de fertilitzants químics (fertilitzants inorgànics). Lawes va contractar el químic Joseph Henry Gilbert, com a colaborador científic i junts emprengueren la primera de les sèries d'experiments a llarg termini, alguns dels quals, per tant, d'un segle i mig de durada i continuen actualment, i establiren les bases de la moderna agronomia.
El sòl de l'Estació Experimental de Rothamsted s'ha escollit com a sòl de referència per a l'estudi de la seqüènciació genètica dels microorganismes del sòl que es porta a terme a partir de l'any 2009 per part de l'equip internacional anomenat Terragenome.